# Hubert Costa
Hubert Ranjan Costa (ur. 21 kwietnia 1953 w Dhace) – polski polityk, lekarz chirurg i samorządowiec pochodzenia bangladeskiego, poseł na Sejm V kadencji.

## Życiorys
W młodości był partyzantem, brał udział w wojnie o niepodległość Bangladeszu. Do Polski przyjechał w 1975. W 1982 ukończył studia na Wydziale Lekarskim Akademii Medycznej we Wrocławiu, a w 2002 – studia podyplomowe z zakresu zarządzania opieką zdrowotną na Akademii Ekonomicznej we Wrocławiu. W latach 1982–1984 był stażystą w ZOZ w Złotoryi. Od 1984 zatrudniony jako chirurg w szpitalu w Legnicy. Początkowo zajmował stanowisko asystenta, następnie od 1995 do 1998 kierował izbą przyjęć. W 1998 został zastępcą ordynatora, a w 2000 ordynatorem oddziału chirurgicznego.
W 2002 wstąpił do Samoobrony RP. W latach 2002–2005 był radnym Sejmiku Województwa Dolnośląskiego, pełnił funkcję przewodniczącego Komisji Polityki Społecznej, Zdrowia i Rodziny. W 2003 przez kilka miesięcy zasiadał w zarządzie województwa. W lutym 2005 został przewodniczącym partii w Legnicy. W 2005, kandydując z 5. miejsca na liście Samoobrony RP w okręgu legnickim, uzyskał mandat posła na Sejm V kadencji, otrzymując 3521 głosów. Stał się pierwszym ciemnoskórym parlamentarzystą RP. Zasiadał w Komisji Mniejszości Narodowych i Etnicznych, Komisji Zdrowia oraz czterech podkomisjach.
W przedterminowych wyborach parlamentarnych w 2007 nie ubiegał się o reelekcję. Tuż po nich wystąpił z Samoobrony RP i wycofał się z działalności politycznej. W 2010 został prezesem spółki prawa handlowego Costa Medicus. Objął też funkcję ordynatora szpitalnego oddziału ratunkowego Wojewódzkiego Szpitala Specjalistycznego w Legnicy.
W wyborach samorządowych w 2024 bez powodzenia ubiegał się o mandat radnego Legnicy z listy komitetu wyborczego Tadeusza Krzakowskiego.

## Odznaczenia
W 2021 został odznaczony przez ministra zdrowia odznaką honorową „Za zasługi dla ochrony zdrowia”.

## Życie prywatne
Zamieszkał w Legnicy. Żonaty (żona Krystyna została onkologiem), ma troje dzieci.